# Pelmatocerandra setosa
Pelmatocerandra setosa är en insektsart som först beskrevs av Christoph Gottfried Andreas Giebel 1876.  Pelmatocerandra setosa ingår i släktet Pelmatocerandra och familjen fjäderlöss. Inga underarter finns listade i Catalogue of Life.